# Christoph Scriba
Christoph J. Scriba (Darmstadt, 6 de outubro de 1929 – Hamburgo, 26 de julho de 2013) foi um historiador da matemática alemão.

## Obras
- The Concept of Number – a chapter in the history of mathematics, with applications of interest to teachers, BI Hochschultaschenbuch 1968
- Editor com Philip Beeley: The Correspondence of John Wallis, 2 volumes, Oxford University Press
- Editor com Joseph Dauben: Writing the History of Mathematics- its historic development, Birkhäuser, 2002.
- com Peter Schreiber: 5000 Jahre Geometrie – Geschichte, Kulturen, Menschen, Springer, 2004
- Studien zur Mathematik des John Wallis (1616-1703): Winkelteilungen, Kombinationslehre und zahlentheoretische Probleme. Im Anhang die Bücher und Handschriften von Wallis. Wiesbaden 1966 (Habilitação)
- com Eduard Seidler, Wieland Berg (Editor): Die Elite der Nation im Dritten Reich – Das Verhältnis von Akademien und ihrem wissenschaftlichen Umfeld zum Nationalsozialismus, Leopoldina Symposion, Halle 1995